# Acrogomphus naninus
Acrogomphus naninus là loài chuồn chuồn trong họ Gomphidae. Loài này được Förster mô tả khoa học đầu tiên năm 1905.